# 副振動
副振動（ふくしんどう、英語: secondary undulation）とは、成因が不明確な潮位変化（異常潮）のうち比較的短周期の潮位変化をいう。潮汐によって発生する潮位の変化を主振動と考えて、それに対する用語である。

## 現象
成因が不明確な潮位変化（異常潮）は、比較的長期間継続し平均的な潮位偏差を示す異常潮位と、比較的短周期の副振動に分けられる。
外洋で発生した津波や微気圧変動、風の影響などによって発生し湾内に入り込んだ波と湾内の固有波が反射・共振することが要因として考えられているが、原因不明のものもある。
副振動を発生させる主な外力には、プラウドマン共鳴（気圧）、共鳴（固有周期）、反復共鳴（波浪・気圧等）などがある。
このうち気圧変動によって生じるものにスイスのレマン湖で発生する「セイシュ」（Seiche）がある。プラウドマン共鳴と呼ばれるメカニズムで発生する気圧変動を主な外力とする気象現象が原因となっている副振動波は気象津波と呼ばれる。
大きな振幅の副振動が発生すると船舶や沿岸の建造物などに被害をもたらすことがある。

## 発生例と被害
北海、地中海沿岸地域での観測も報告されている。
日本国内では鹿児島県・熊本県・長崎県にかけての九州西岸で見られる。特に長崎湾で発生する副振動が最大のものとして知られ、振幅が3メートルを超えることがある。長崎では「あびき」とも呼ばれ、漁業用の網が流される「網引き」が語源であると考えられている。このあびきの原因は、東シナ海大陸棚上で発生した擾乱による気圧の急変が原因とされる。
- 1979年3月31日に発生した副振動では長崎検潮所での観測で振幅 278cmを記録し[5]、湾奥では 470cm に達していたと推測されている。繋留ロープが切断された船が流出し、三菱重工業長崎造船所でドックのゲートが転倒するなどの被害を出している[5]。

- 2009年2月24日深夜から26日にかけ、長崎県から鹿児島県奄美地方にかけての沿岸部で副振動が観測された。観測された潮位は熊本県天草市で 197cm、長崎港（長崎市）で 157cm、枕崎港（鹿児島県枕崎市）で 143cm、鹿児島県上甑島浦内湾で 290cm[2]。天草市で住宅8棟が床上・床下浸水し、長崎市の浦上川でのあびきが長崎海洋気象台（現・長崎地方気象台）により撮影され[7]、鹿児島県では係留されていた小型船など30隻が沈没、転覆（英語版）するなどの被害が出た[8]。上甑島ではマグロの養殖場が被害をうけマグロが湾内に逃げ出した。[9]。

- 2011年に発生した東北地方太平洋沖地震の際には、箱根の芦ノ湖や富士五湖の西湖で通常の波浪とは異なった長周期の高波が観測され、地震が原因となってこの現象が起きていたと報告された[10]。